# Birds (Anouk)
Birds è un singolo della cantante olandese Anouk, pubblicato l'11 marzo 2013 come primo estratto dall'ottavo album in studio Sad Singalong Songs.

## Il brano
La canzone è stata scritta da Tore Johansson, Martin Gjerstad e Anouk TeeuweKozas.
Ha partecipato, in rappresentanza dei Paesi Bassi, all'Eurovision Song Contest 2013 tenutosi a Malmö. Il brano si è classificato al nono posto in finale.
Il brano è presente nell'album Sad Singalong Songs, ottavo album in studio di Anouk.

## Tracce
Download digitale
1. Birds – 3:23